# Ungelt
Ungelt neboli Týn či Týnský dvůr je komplex historických budov nacházející se v Praze na Starém Městě mezi Týnskou, Malou Štupartskou a Štupartskou ulicí v prostoru mezi kostely Matky Boží před Týnem a sv. Jakuba. Areál historické celnice Ungelt tvoří 18 domů. Od roku 1964 je kulturní památkou. Jméno Týn nese také ulice mající charakter nádvoří tohoto komplexu.

## Historie
V raném středověku byl tento objekt opevněný kupecký dvůr zvaný Ungelt, oddělený od ostatního města příkopem a zdí. Za ochranu bylo nutné platit, z tohoto poplatku se vyvinulo povinné clo (staroněmecky Ungelt). Od 11. století bylo toto místo střediskem mezinárodního obchodu v Praze; všichni cizí kupci, kteří do Prahy přijeli, se museli shromáždit zde. Kromě celnice, která zde fungovala do roku 1774, byl v Týnském dvoře k dispozici i kostel a nemocnice. Latinský název Ungeltu byl Laeta curia (Veselý dvůr).
Od 14. století pak začali kolem dvora pražští měšťané stavět obytné domy. V roce 1689 dvůr při tzv. francouzském požáru ze značné části vyhořel, proto má většina domů barokní fasády. Chráněné objekty:
- palác Granovských, Týn 639/1 a Týnská 639/4, renesanční palácová budova s arkádovým ochozem. V současné době v paláci sídlí Garanční systém finančního trhu
- dům U Váhy, Týn 1049/3, renesanční z roku 1610, pozdější přestavby
- dům U Kalibánů (také U Ježíška), Týn 638/5, gotický objekt přestavěný v 17. století
- dům U Bílého vlka, Týn 637/7, zčásti dochovaný gotický objekt s renesanční přestavbou
- Modrý dům, Týn 636/9 a Malá Štupartská 636/5, se zachovanými gotickými sklepy, původně tři domy sjednocené a přestavěné po požáru v roce 1689. V budově je zastavěna někdejší východní brána
- dům V Starém Ungeltě, Týn 640/2 a Štupartská 640/1, renesanční dům z roku 1569, klasicistní úpravy v 1. polovině 19. století (v 17. století patřil rodině Stradů; Kateřina Stradová byla milenkou císaře Rudolfa II.)
- dům U Řečických, Týn 641/4 a Štupartská 641/3, barokně přestavěný kolem roku 1715
- dům U Černého medvěda, Týn 642/6 a Štupartská 642/5, fasáda je zdobená sochami sv. Jana Nepomuckého, sv. Václava a sv. Floriána z 1. poloviny 18. století
- dům U Modrého orla, Týn 643/8, barokně přestavěný na začátku 19. století
- dům U Sedmi svícnů, Týn 644/10, také přestavěný v baroku
- dům Nad Branou, Týn 645/12 a Malá Štupartská 645/3, barokní stavba po roce 1700 s novorenesanční fasádou a s průjezdem do Malé Štupartské
- dům U Zlatého prstenu, Týnská 630/6
- dům U Kasiusů, Týnská 631/8
- dům U Tří ořechů (také U Tří ořechových stromů), Týnská 632/10
- dům U Podvinů, Týnská 633/12 a Malá Štupartská 633/11
- dům U Božího oka, Malá Štupartská 634/7
- dům Berglerovský, Malá Štupartská 1028/9, neoklasicistní stavba z 80. let 19. století podle plánů Jindřicha Jechenthala
- dům Šviků z Lukonos, Malá Štupartská 646/1 a Štupartská 646/7, nárožní dům přestavěný raně barokně a pak znovu koncem 19. století, sídlo divadla Ungelt

## Pověsti

### O Turkovi z Ungeltu
Podle pověsti měl hostinský z Týnského dvora krásnou dceru, které žádný muž nebyl dost dobrý. Když ale přijeli turečtí kupci, dívka se do jednoho zamilovala. Tajně se scházeli a slibovali si, že se nikdy neopustí. Po čase Turek musel odjet na nějakou dobu do své země a dívka na něj měla čekat, až se vrátí. Nevracel se ale dlouho a o dívku začal usilovat chlapec ze sousedství. Ta nakonec podlehla jeho darům a souhlasila se svatbou. V den svatby se ale Turek vrátil; dívce podal vzkaz, aby se s ním na místo jejich tajných schůzek přišla rozloučit. Od té doby dívku nikdo neviděl. Až za několik let přiběhla vyděšená služka ze sklepa, že viděla pod hromadou dříví lidskou hlavu. Podle dlouhých copů lidé poznali, že jde o zmizelou dceru hostinského, a pak našli i zakopané tělo ve svatebních šatech.
Od té doby prý duch mladého Turka po nocích chodívá po Ungeltu a s sebou tahá za plavé copy dívčinu hlavu.

## Galerie

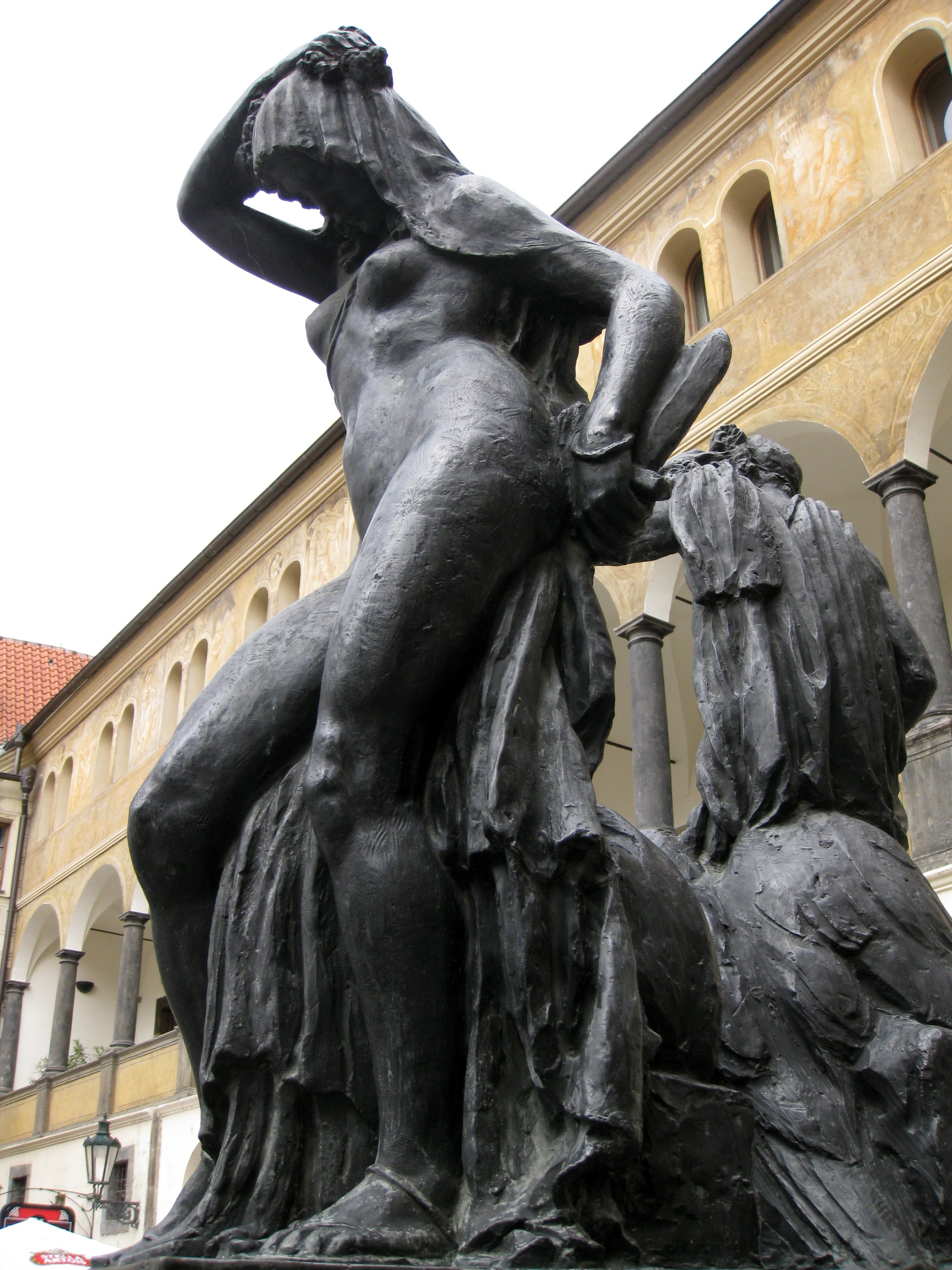
Kopie sousoší Jana Štursy „Den a noc“ před palácem Granovských
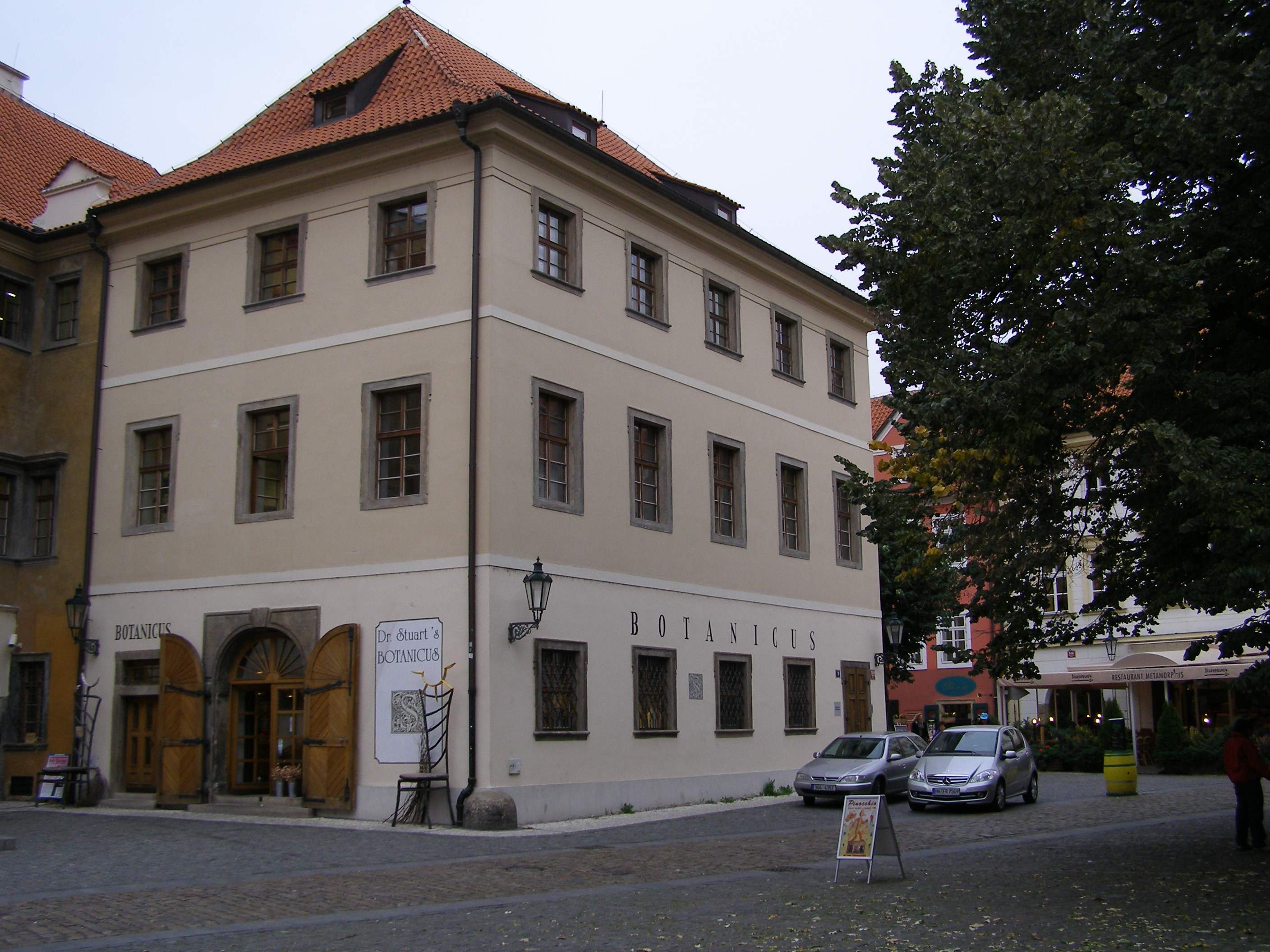
Dům U Váhy
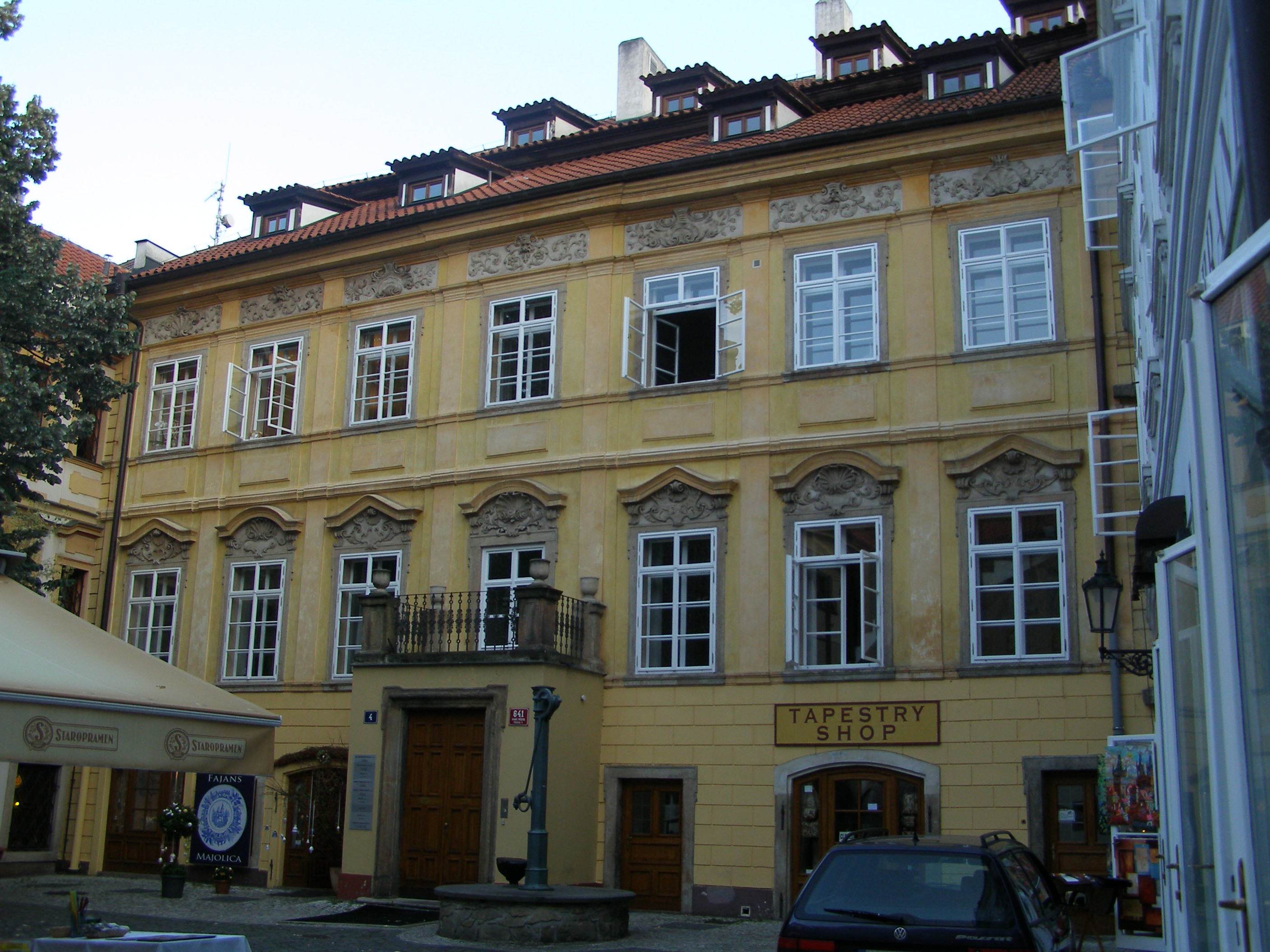
Dům U Řečických
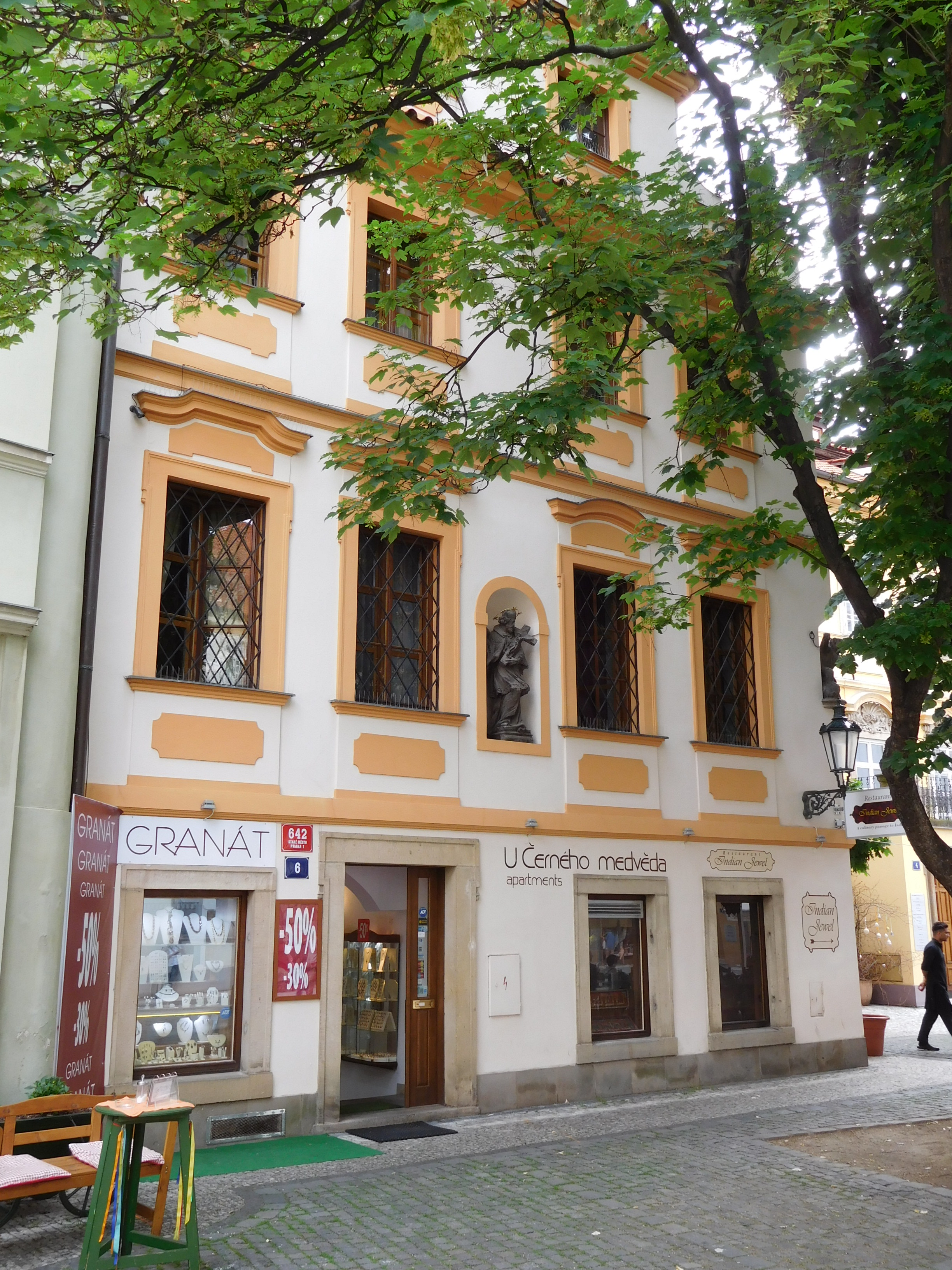
Dům U Černého medvěda
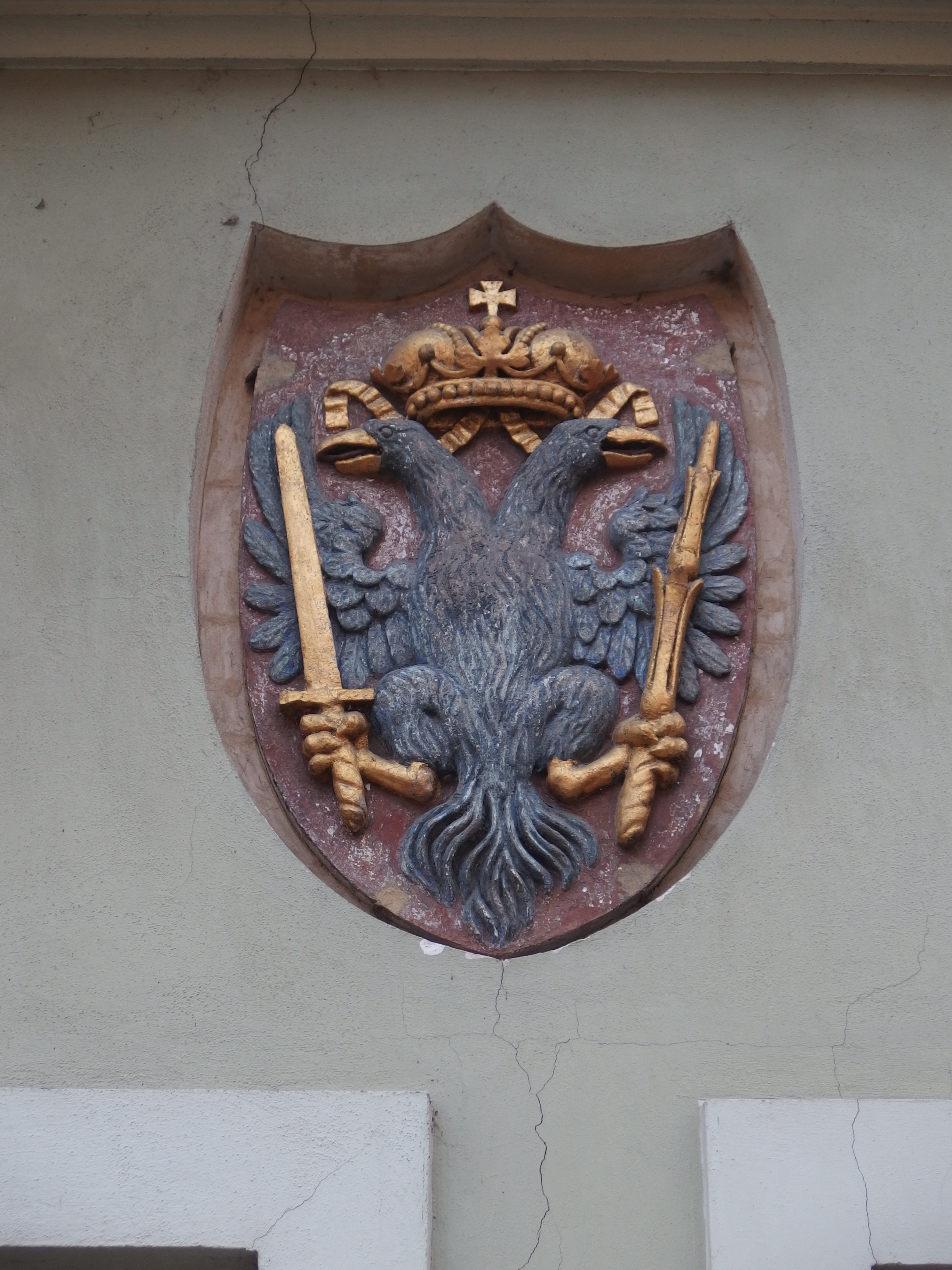
U Modrého orla, domovní znamení
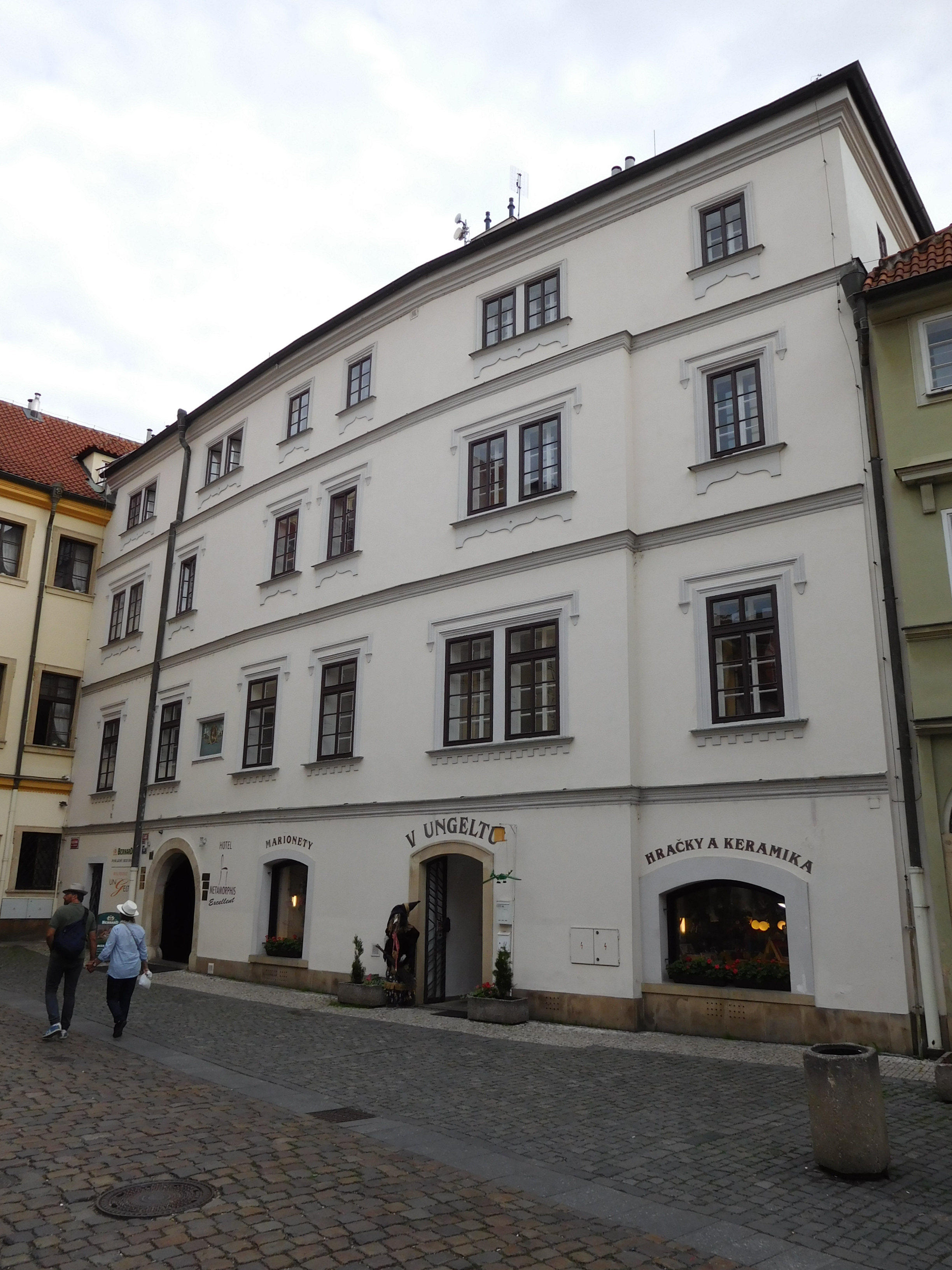
Dům U Sedmi svícnů